# Велике Чураково
Велике Чура́ково (рос. Большое Чураково) — присілок у складі Юр'янського району Кіровської області, Росія. Входить до складу Мідянського сільського поселення.
Населення становить 8 осіб (2010, 11 у 2002).
Національний склад станом на 2002 рік — росіяни 100 %.